# یواس‌اس دارتر (اس‌اس-۵۷۶)
یواس‌اس دارتر (اس‌اس-۵۷۶) (به انگلیسی: USS Darter (SS-576)) یک زیردریایی بود که طول آن ۲۸۳ فوت ۳ اینچ (۸۶٫۳۳ متر) بود. این زیردریایی در سال ۱۹۵۶ ساخته شد.